# 1182 en santé et médecine
| Années de la santé et de la médecine : 1179 - 1180 - 1181 - 1182 - 1183 - 1184 - 1185    |
| Décennies de la santé et de la médecine : 1150 - 1160 - 1170 - 1180 - 1190 - 1200 - 1210 |

Cet article présente les faits marquants de l'année 1182 en santé et médecine.

## Événements
- Averroès est nommé « médecin privé » du sultan Abou Yacoub Youssouf[1].
- Le roi Philippe Auguste fait réaliser la première fontaine publique de Paris, la seconde intra-muros après celle de l'abbaye Saint-Lazare[2].

## Fondations
- Fondation à Besançon, en Franche-Comté, de l'hôpital Saint-Jacques-des-Arènes par le chapitre de la paroisse Sainte-Marie-Madeleine[3].
- En sus de Saint-Jacques-des-Arênes récemment fondé, la ville de Besançon est pourvue de trois établissements charitables également placés sous la protection du pape Lucius II : les hôpitaux Sainte-Brigitte, Saint-Antide et Saint-Antoine[4].
- Fondation à Nogent-le-Rotrou par le seigneur de Mondoucet, d'une maison-Dieu qui est à l'origine de l'actuel centre hospitalier[5].
- Fondation de l'hôpital de Santiago de Cuenca au royaume de Castille en Espagne[6].
- Première mention de la léproserie de Juvisy, au diocèse de Paris, dans un acte de vente du prieur à l'abbé de Saint-Magloire[7].
- 1180-1182 : fondation d'un hôpital au Mans, chef lieu de la sénéchaussée du Maine,  par le roi Henri II[8].
- 1181-1182 : fondation d'une léproserie de femmes à Lincoln en Angleterre[8].

## Personnalité
- 1182-1190 : Fl. Pierre Bertrand, professeur de médecine à Montpellier, « si l'on en croit une inscription qui se trouve […] dans le vestibule de la faculté[9] ».